# 金属之声
《金属之声》（英語：Sound of Metal）是2019年美国剧情片，由达利乌斯·马德导演编剧，里兹·阿迈德、奥利维亚·库克、保罗·拉西、劳伦·里德洛夫和馬修·亞瑪希主演，讲述一名失聪重金属鼓手的故事。影片于2019年9月6日在2019年多倫多國際影展站台奖计划全球首映，2020年11月20日在电影院上映，12月4日登陆Amazon Prime Video。
影片获得如潮好评，其中阿迈德与拉西的表演及声音效果获得赞赏。影片获第93届奥斯卡金像奖最佳影片、最佳原创剧本、最佳男主角、最佳男配角、最佳剪辑和最佳音效共六个奖项的提名，获其中的最佳剪辑和最佳音效；阿迈德获第78届金球奖最佳剧情类电影男主角、第27届美国演员工会奖最佳男主角、第74届英国电影学院奖最佳男主角及第26届评论家选择电影奖最佳男主角提名。影片还入选国家评论协会2020年年度十佳电影，阿迈德与拉西分别赢得最佳男主角和最佳男配角。

## 剧情
鲁本和女友小露成立了重金属二人组“黑色双陆棋”（Blackgammon），鲁本是鼓手，小露是主唱。两人开着露营车到全美各地演出，平时就住在车里。一次，鲁本突然丧失听力，到药房寻求诊治。药师将他转介给医生，医生检查完他的听力，发现他只能说出听到的20-30%的词汇，且病情会急剧恶化。医生建议他植入人工耳蜗，但耳蜗的花销过高，保险无法报销。医生建议鲁本不要去听吵杂的声音，日后再来接受进一步的诊断，但鲁本仍坚持表演。
小露为了鲁本的安全着想，不让他表演，但鲁本不听劝阻。另一方面，小露也担心鲁本的精神状况，因为他正在戒毒。最终，两人联系了地下毒品销售商赫克托，赫克托给鲁本找了一家为失聪者设立的乡下庇护所，这个庇护所由正在戒酒的乔设立，他在越南战争期间失去听力。不过，对方不让小露过去，小露只好和他分开，但他感到非常难受，说自己宁可戴人工耳蜗，也不愿呆在庇护所。小露担心他的健康，劝说他回到庇护所，之后充滿不忍的离去。
鲁本在见面会上结识住在庇护所的其他人，魯本剛開始十分煩躁不安，乔让鲁本在靜修室安静地坐下来，学会适应安静的环境，要是開始毛躁難耐的話，可以一刻不停地写东西宣洩情緒，同时自己也会陪他做同样的事情。鲁本另外结识了手語老师黛安和她的学生，在他们的帮助下，他开始学习美国手语。鲁本来到黛安的课堂上，开始接触孩子们及其他人，新生活就此安顿下来。他给孩子们和黛安教打鼓的基本技巧。
迄今为止，鲁本在庇护所的生活都是由教会资助。乔建议他当庇护所的员工，这样一来就可以幫助其他失聰者，建议他考虑一下。鲁本时不时用电脑查看小露的动态，发现她正在巴黎表演音樂。他又联系庇護所的朋友珍妮，让她卖掉他的鼓和其他乐器，还有他的露营车，拿钱做人工耳蜗手术。在等待人工耳蜗激活的时候，鲁本又让乔借钱给他，让他赎回休旅车。乔拒绝了，认为鲁本的模样像是毒瘾犯了，詢問魯本可曾在靜修時有找到一絲平靜過。乔傷心地祝福魯本的選擇，让鲁本离开，一来是这个社区成立的宗旨本来就不认为失聪是身心障礙，不認同使用人工耳蝸，二來是不希望魯本的選擇影響到其他居民的生活信條。
耳蜗激活后，鲁本恢复了部分听力，但也听到了一些恼人的失真。鲁本飞去比利时，去小露有钱父亲理查德的家中见她，小露正在父亲家展开新生活。理查德欢迎鲁本前来，允许他住下来。理查德向鲁本坦承自己以前不怎么喜欢他，但現在明白這不是魯本的錯，相信他能够给小露带來幸福。在会面中，小露和父亲演奏了一曲二重奏，只不过鲁本的耳蜗无法让他完全享受这个表演。稍晚鲁本在與小露溫存時，问小露以后还能不能像以前一起玩音乐，一起巡演，但这个问题让小露面露難色，鲁本安慰她，说她非常优秀，是她拯救了他的人生，小露说他也拯救了她的人生。第二天早上，鲁本醒来，趁小露还在睡觉時不道而別。隨著街上的鐘聲響起，这时恼人的失真再度出现，他在户外找地方坐下来，摘下人工耳蜗，享受着內心的平靜。

## 阵容
- 里兹·阿迈德 饰 鲁本·斯通（Ruben Stone）
- 奥利维亚·库克 饰 露·伯格（Lou Berger）
- 保罗·拉西 饰 乔（Joe）
- 劳伦·里德洛夫 饰 黛安（Diane）
- 馬修·亞瑪希 饰 理查德·伯格（Richard Berger）
- 雀儿喜·李（Chelsea Lee）饰 珍妮（Jenn）

## 制作
影片最初是德里克·钱弗朗西未完成的计划《金属头》（Metalhead），讲述一位因耳膜破裂而丧失听力的金属乐鼓手。乐队朱西弗的成员在片中本色出演。然而项目后来搁置，直到他的好友达利乌斯·马德接受。2016年1月，消息指達珂塔·強生和馬提亞斯·修奈爾加盟剧组，马德担任导演。2018年7月，消息指里兹·阿迈德、奥利维亚·库克加入剧组，取代约翰逊和修奈尔，馬修·亞瑪希同期加入。选角前，马德花了13年的时间物色演员，希望演员能兑现他的影片的承诺。
演员多来自失聪者群体。阿迈德为影片花了八个月的时间来准备，每天花两个小时学习美国手语，两个小时学打鼓，两个小时上私教课，剩余时间与教练学表演。马德希望阿迈德“相信他的直觉”，不让他看表演的毛片或剧本解析。
影片于2018年春季、夏季和秋季连续拍了24天。由于预算有限，每个镜头马德只拍两遍。取景地包括大波士顿地区，主要是在伊普斯維奇，其他镜头则在波士顿、林恩、剑桥、丹佛斯、弗雷明翰、劳伦斯、莫尔登、罗利、托普斯菲尔德，以及比利时安特卫普取景。

## 发行
影片于2019年9月6日在2019年多倫多國際影展平台奖计划全球首映，其后在苏黎世电影节及鹿特丹影展放映。首映礼结束的第二个礼拜，亚马逊影业购下影片美国发行权，原计划于2020年8月14日上映，后来受2019冠状病毒病疫情影响推迟到2020年11月20日上映，12月4日登陆旗下流媒体平台Prime Video。影片还被标准收藏收录，预计于2022年发行藍光光碟和DVD。

## 评价

### 专业评价
汇总媒体烂番茄根据230条评论，给影片打出97%的新鲜度，平均得分8.2/10。网站共识写道：“《金属之声》在里兹·阿迈德热情表演的加持，展示了失聪人群体的经历，使观众产生美好想象。”Metacritic根据31条评论打出82/100的平均分，表示“普遍好评”。
《好莱坞报道者》的约翰·笛福（John DeFore）认为，影片向大家说明，接受、拥抱不可预测的变化存在必然性，没有将失聪浪漫化。《滚石》的大卫·菲尔（David Fear）赞赏阿迈德的表演，认为“演员的表现让影片增光不少”。《Now报》的诺曼·威尔纳（Norman Wilner）表示，具有攻击性且接近实验性质的声效让我们一直代入到鲁本的世界中，但阿迈德的表演让我们明白，他一直在躲避他的角色。《IndieWire》的埃里克·科恩（Eric Kohn）打出A−的评分，认为“阿迈德的表演非常让人信服，在演出中一直保持戏剧悬念，即便是在漫长的最后一幕的牵强氛围中，直到最终才彻底爆发出来。”

### 奖项
| 大奖                    | 典礼日前       | 奖项                         | 获得者 | 结果 | 参考   |
| ----------------------- | -------------- | ---------------------------- | --- | ---- | ------ |
| 澳大利亞影視藝術學院獎  | 2021年3月5日   | 最佳男主角                   | 里兹·阿迈德 | 提名 | [ 27 ] |
| 奥斯卡金像奖            | 2021年4月25日  | 最佳影片                     | 伯特·哈默林克、萨莎·本·哈罗什 | 提名 | [ 28 ] |
| 奥斯卡金像奖            | 2021年4月25日  | 最佳男主角                   | 里兹·阿迈德 | 提名 | [ 28 ] |
| 奥斯卡金像奖            | 2021年4月25日  | 最佳男配角                   | 保罗·拉西 | 提名 | [ 28 ] |
| 奥斯卡金像奖            | 2021年4月25日  | 最佳原创剧本                 | 达利乌斯·马德、亚伯拉罕·马德、德里克·钱弗朗西 | 提名 | [ 28 ] |
| 奥斯卡金像奖            | 2021年4月25日  | 最佳剪辑                     | 米克尔·E·G·尼尔森 | 獲獎 | [ 28 ] |
| 奥斯卡金像奖            | 2021年4月25日  | 最佳音效                     | 尼古拉斯·贝克（Nicolas Becker）、杰米·巴克斯特（Jaime Baksht）、米歇尔·库托伦茨（Michelle Couttolenc）、卡洛斯·科尔特斯（Carlos Cortes）、菲利普·布拉德（Phillip Bladh） | 獲獎 | [ 28 ] |
| 女性电影记者联盟        | 2021年1月4日   | 最佳男主角                   | 里兹·阿迈德 | 提名 | [ 29 ] |
| 美国电影剪辑师          | 2021年4月17日  | 最佳剧情片剪辑               | 米克尔·E·G·尼尔森 | 提名 | [ 30 ] |
| 美国电影学会奖          | 2021年2月26日  | 年度十佳电影                 | 《金属之声》 | 獲獎 | [ 31 ] |
| 英国电影学院奖          | 2021年4月11日  | 最佳男主角                   | 里兹·阿迈德 | 提名 | [ 32 ] |
| 英国电影学院奖          | 2021年4月11日  | 最佳男配角                   | 保罗·拉西 | 提名 | [ 32 ] |
| 英国电影学院奖          | 2021年4月11日  | 最佳剪辑                     | 米克尔·E·G·尼尔森 | 獲獎 | [ 32 ] |
| 英国电影学院奖          | 2021年4月11日  | 最佳音效                     | 尼古拉斯·贝克、杰米·巴克斯特、米歇尔·库托伦茨、卡洛斯·科尔特斯、菲利普·布拉德                                                                                            | 獲獎 | [ 32 ] |
| 波士頓影評人協會        | 2020年12月13日 | 最佳男主角                   | 里兹·阿迈德 | 亚军 | [ 33 ] |
| 波士頓影評人協會        | 2020年12月13日 | 最佳男配角                   | 保罗·拉西 | 獲獎 | [ 33 ] |
| 美国选角工会奖          | 2021年4月15日  | 最佳低成本喜剧片或剧情片选角 | 苏珊·索普梅克（Susan Shopmaker）、安琪拉·佩里（Angela Peri，地区选角)、丽莎·洛贝尔（Lisa Lobel，地区选角）、艾米丽·弗莱舍（Emily Fleischer，助理）                       | 提名 | [ 34 ] |
| 芝加哥影评人协会        | 2020年12月21日 | 最佳男主角                   | 里兹·阿迈德 | 提名 | [ 35 ] |
| 芝加哥影评人协会        | 2020年12月21日 | 最佳男配角                   | 保罗·拉西 | 獲獎 | [ 35 ] |
| 电影音响工会奖          | 2021年4月17日  | 最佳真人电影音响             | 尼古拉斯·贝克、杰米·巴克斯特、米歇尔·库托伦茨、卡洛斯·科尔特斯、菲利普·布拉德、卡里·维哈库普斯（Kari Vähäkuopus）                                                        | 獲獎 | [ 36 ] |
| 评论家选择电影奖        | 2021年3月7日   | 最佳電影                     | 《金属之声》 | 提名 | [ 37 ] |
| 评论家选择电影奖        | 2021年3月7日   | 最佳男主角                   | 里兹·阿迈德 | 提名 | [ 37 ] |
| 评论家选择电影奖        | 2021年3月7日   | 最佳男配角                   | 保罗·拉西 | 提名 | [ 37 ] |
| 评论家选择电影奖        | 2021年3月7日   | 最佳原创剧本                 | 达利乌斯·马德和亚伯拉罕·马德 | 提名 | [ 37 ] |
| 评论家选择电影奖        | 2021年3月7日   | 最佳剪接                     | 米克尔·E·G·尼尔森 | 獲獎 | [ 37 ] |
| 达拉斯—沃斯堡影评人协会 | 2021年2月10日  | 最佳影片                     | 《金属之声》 | 亚军 | [ 38 ] |
| 达拉斯—沃斯堡影评人协会 | 2021年2月10日  | 最佳男主角                   | 里兹·阿迈德 | 亚军 | [ 38 ] |
| 达拉斯—沃斯堡影评人协会 | 2021年2月10日  | 最佳男配角                   | 保罗·拉西 | 亚军 | [ 38 ] |
| 底特律影评人协会        | 2021年3月8日   | 最佳影片                     | 《金属之声》 | 提名 | [ 39 ] |
| 底特律影评人协会        | 2021年3月8日   | 最佳男主角                   | 里兹·阿迈德 | 提名 | [ 39 ] |
| 底特律影评人协会        | 2021年3月8日   | 最佳男配角                   | 保罗·拉西 | 提名 | [ 39 ] |
| 底特律影评人协会        | 2021年3月8日   | 最佳原创剧本                 | 《金属之声》 | 提名 | [ 39 ] |
| 底特律影评人协会        | 2021年3月8日   | 最佳音乐/音响                | 《金属之声》 | 獲獎 | [ 39 ] |
| 美国导演工会奖          | 2021年4月10日  | 最佳导演处女作               | 达利乌斯·马德 | 獲獎 | [ 40 ] |
| 哥譚獨立電影獎          | 2021年1月11日  | 最佳男主角                   | 里兹·阿迈德 | 獲獎 | [ 41 ] |
| 乔治亚影评人协会        | 2021年3月12日  | 最佳影片                     | 《金属之声》 | 提名 | [ 42 ] |
| 乔治亚影评人协会        | 2021年3月12日  | 最佳导演                     | 达利乌斯·马德 | 提名 | [ 42 ] |
| 乔治亚影评人协会        | 2021年3月12日  | 最佳男主角                   | 里兹·阿迈德 | 獲獎 | [ 42 ] |
| 乔治亚影评人协会        | 2021年3月12日  | 最佳男配角                   | 保罗·拉西 | 獲獎 | [ 42 ] |
| 乔治亚影评人协会        | 2021年3月12日  | 最佳原创剧本                 | 达利乌斯·马德和亚伯拉罕·马德 | 提名 | [ 42 ] |
| 乔治亚影评人协会        | 2021年3月12日  | 最佳原创歌曲                 | 亚伯拉罕·马德 | 提名 | [ 42 ] |
| 金球獎                  | 2021年2月28日  | 最佳戲劇類電影男主角         | 里兹·阿迈德 | 提名 | [ 43 ] |
| 好莱坞影评人协会        | 2021年3月5日   | 最佳影片                     | 《金属之声》 | 提名 | [ 44 ] |
| 好莱坞影评人协会        | 2021年3月5日   | 最佳男主角                   | 里兹·阿迈德 | 提名 | [ 44 ] |
| 好莱坞影评人协会        | 2021年3月5日   | 最佳男配角                   | 保罗·拉西 | 獲獎 | [ 44 ] |
| 好莱坞影评人协会        | 2021年3月5日   | 最佳突破男演员               | 保罗·拉西 | 獲獎 | [ 44 ] |
| 好莱坞影评人协会        | 2021年3月5日   | 最佳男导演                   | 达利乌斯·马德 | 獲獎 | [ 44 ] |
| 好莱坞影评人协会        | 2021年3月5日   | 最佳原创剧本                 | 达利乌斯·马德和亚伯拉罕·马德 | 提名 | [ 44 ] |
| 好莱坞影评人协会        | 2021年3月5日   | 最佳新人                     | 达利乌斯·马德 | 提名 | [ 44 ] |
| 休斯顿影评人协会        | 2021年1月18日  | 最佳男主角                   | 里兹·阿迈德 | 獲獎 | [ 45 ] |
| 休斯顿影评人协会        | 2021年1月18日  | 最佳电影成就                 | 《金属之声》 （表彰其沉浸式音效） | 獲獎 | [ 45 ] |
| 獨立精神獎              | 2021年4月22日  | 最佳首部影片                 | 《金属之声》 | 獲獎 | [ 46 ] |
| 獨立精神獎              | 2021年4月22日  | 最佳男主角                   | 里兹·阿迈德 | 獲獎 | [ 46 ] |
| 獨立精神獎              | 2021年4月22日  | 最佳男配角                   | 保罗·拉西 | 獲獎 | [ 46 ] |
| IndieWire影评人票选     | 2020年12月14日 | 最佳演出                     | 里兹·阿迈德 | 獲獎 | [ 47 ] |
| 伦敦影评人协会          | 2021年2月7日   | 年度男演员                   | 里兹·阿迈德 | 提名 | [ 48 ] |
| 伦敦影评人协会          | 2021年2月7日   | 年度科技成果                 | 尼古拉斯·贝克（音响设计） | 提名 | [ 48 ] |
| 伦敦影评人协会          | 2021年2月7日   | 年度英国/爱尔兰演员          | 里兹·阿迈德 | 獲獎 | [ 48 ] |
| 洛杉磯影評人協會        | 2020年12月20日 | 最佳男主角                   | 里兹·阿迈德 | 亚军 | [ 49 ] |
| 洛杉磯影評人協會        | 2020年12月20日 | 最佳男配角                   | 保罗·拉西 | 亚军 | [ 49 ] |
| 邁阿密國際電影節        | 2021年3月6日   | 影响大奖                     | 里兹·阿迈德 | 獲獎 | [ 50 ] |
| 电影音频剪辑师          | 2021年4月16日  | 最佳背景声剪辑               | 卡罗莱娜·桑塔纳（Carolina Santana）、尼古拉斯·贝克、亚伯拉罕·马德 | 提名 | [ 51 ] |
| 电影音频剪辑师          | 2021年4月16日  | 最佳对白及配音剪辑           | 卡罗莱娜·桑塔纳、尼古拉斯·贝克、米歇尔·库托伦茨 | 提名 | [ 51 ] |
| 电影音频剪辑师          | 2021年4月16日  | 最佳音效及拟音剪辑           | 卡罗莱娜·桑塔纳、尼古拉斯·贝克、彼得·科洪宁（Pietu Korhonen）和海克·科西（Heikke Kossi）                                                                                 | 提名 | [ 51 ] |
| 国家评论协会奖          | 2021年1月26日  | 最佳男主角                   | 里兹·阿迈德 | 獲獎 | [ 52 ] |
| 国家评论协会奖          | 2021年1月26日  | 最佳男配角                   | 保罗·拉西 | 獲獎 | [ 52 ] |
| 国家评论协会奖          | 2021年1月26日  | 2020年十佳影片               | 《金属之声》 | 獲獎 | [ 52 ] |
| 國家影評人協會          | 2021年1月9日   | 最佳男主角                   | 里兹·阿迈德 | 亚军 | [ 53 ] |
| 國家影評人協會          | 2021年1月9日   | 最佳男配角                   | 保罗·拉西 | 獲獎 | [ 53 ] |
| 纽约在线影评人协会      | 2021年1月26日  | 最佳男演员                   | 里兹·阿迈德 | 獲獎 | [ 54 ] |
| 在线影评人协会          | 2021年1月25日  | 最佳影片                     | 《金属之声》 | 提名 | [ 55 ] |
| 在线影评人协会          | 2021年1月25日  | 最佳男主角                   | 里兹·阿迈德 | 提名 | [ 55 ] |
| 在线影评人协会          | 2021年1月25日  | 最佳男配角                   | 保罗·拉西 | 提名 | [ 55 ] |
| 在线影评人协会          | 2021年1月25日  | 最佳长片处女作               | 达利乌斯·马德 | 提名 | [ 55 ] |
| 在线影评人协会          | 2021年1月25日  | 科技成果奖                   | 《金属之声》——音效设计 | 獲獎 | [ 55 ] |
| 棕榈泉国际电影节        | 2021年2月26日  | 最佳男主角                   | 里兹·阿迈德 | 獲獎 | [ 56 ] |
| 美国制片人工会奖        | 2021年3月24日  | 最佳院线片                   | 伯特·哈默林克、萨莎·本·哈罗什 | 提名 | [ 57 ] |
| 聖地牙哥影評人協會      | 2021年1月11日  | 最佳男主角                   | 里兹·阿迈德 | 獲獎 | [ 58 ] |
| 聖地牙哥影評人協會      | 2021年1月11日  | 最佳男配角                   | 保罗·拉西 | 獲獎 | [ 58 ] |
| 聖地牙哥影評人協會      | 2021年1月11日  | 最佳女配角                   | 奥利维亚·库克 | 提名 | [ 58 ] |
| 聖地牙哥影評人協會      | 2021年1月11日  | 最佳影片                     | 《金属之声》 | 亚军 | [ 58 ] |
| 聖地牙哥影評人協會      | 2021年1月11日  | 最佳导演                     | 达利乌斯·马德 | 提名 | [ 58 ] |
| 聖地牙哥影評人協會      | 2021年1月11日  | 最佳原创剧本                 | 达利乌斯·马德、亚伯拉罕·马德、德里克·钱弗朗西 | 亚军 | [ 58 ] |
| 聖地牙哥影評人協會      | 2021年1月11日  | 最佳突破男演员               | 里兹·阿迈德 | 亚军 | [ 58 ] |
| 聖地牙哥影評人協會      | 2021年1月11日  | 最佳配乐                     | 《金属之声》 | 提名 | [ 58 ] |
| 旧金山影评人协会        | 2021年1月18日  | 最佳男主角                   | 里兹·阿迈德 | 提名 | [ 59 ] |
| 旧金山影评人协会        | 2021年1月18日  | 最佳男配角                   | 保罗·拉西 | 獲獎 | [ 59 ] |
| 圣巴巴拉国际电影节      | 2021年4月3日   | 维塔索斯奖                   | 里兹·阿迈德 | 獲獎 | [ 60 ] |
| 圣巴巴拉国际电影节      | 2021年4月3日   | 演艺工匠奖                   | 尼古拉斯·贝克 | 獲獎 | [ 61 ] |
| 卫星奖                  | 2021年2月15日  | 最佳剧情片                   | 《金属之声》 | 提名 | [ 62 ] |
| 卫星奖                  | 2021年2月15日  | 最佳导演                     | 达利乌斯·马德 | 提名 | [ 62 ] |
| 卫星奖                  | 2021年2月15日  | 最佳剧情片男主角             | 里兹·阿迈德 | 獲獎 | [ 62 ] |
| 卫星奖                  | 2021年2月15日  | 最佳音响                     | 尼古拉斯·贝克、杰米·巴克斯特、米歇尔·库托伦茨、卡洛斯·科尔特斯、菲利普·布拉德、卡罗莱娜·桑塔纳                                                                           | 獲獎 | [ 62 ] |
| 美國演員工會獎          | 2021年4月4日   | 最佳男主角                   | 里兹·阿迈德 | 提名 | [ 63 ] |
| 西雅图影评人协会        | 2021年2月15日  | 最佳男主角                   | 里兹·阿迈德 | 獲獎 | [ 64 ] |
| 西雅图影评人协会        | 2021年2月15日  | 最佳男配角                   | 保罗·拉西 | 提名 | [ 64 ] |
| 西雅图影评人协会        | 2021年2月15日  | 年度电影                     | 《金属之声》 | 提名 | [ 64 ] |
| 圣路易斯影评人协会      | 2021年1月28日  | 最佳男主角                   | 里兹·阿迈德 | 提名 | [ 65 ] |
| 圣路易斯影评人协会      | 2021年1月28日  | 最佳男配角                   | 保罗·拉西 | 獲獎 | [ 65 ] |
| 多伦多影评人协会        | 2021年2月7日   | 最佳男主角                   | 里兹·阿迈德 | 獲獎 | [ 66 ] |
| 多伦多影评人协会        | 2021年2月7日   | 最佳男配角                   | 保罗·拉西 | 亚军 | [ 66 ] |
| 多伦多影评人协会        | 2021年2月7日   | 最佳剧本                     | 《金属之声》 | 亚军 | [ 66 ] |
| 华盛顿特区影评人协会    | 2021年2月8日   | 最佳男主角                   | 里兹·阿迈德 | 提名 | [ 67 ] |
| 华盛顿特区影评人协会    | 2021年2月8日   | 最佳男配角                   | 保罗·拉西 | 提名 | [ 67 ] |
| 华盛顿特区影评人协会    | 2021年2月8日   | 最佳原创剧本                 | 达利乌斯·马德、亚伯拉罕·马德和德里克·钱弗朗西 | 提名 | [ 67 ] |
| 华盛顿特区影评人协会    | 2021年2月8日   | 最佳剪辑                     | 米克尔·E·G·尼尔森 | 提名 | [ 67 ] |
| 美国编剧工会奖          | 2021年3月21日  | 最佳原创剧本                 | 达利乌斯·马德和亚伯拉罕·马德（故事：达利乌斯·马德和德里克·钱弗朗西） | 提名 | [ 68 ] |
| 苏黎世电影节            | 2019年10月6日  | 最佳外语片                   | 《金属之声》 | 獲獎 | [ 69 ] |

## 備註
1. ↑  以索尼影業版權上線的Apple TV+使用此譯名。
2. ↑  與索尼影業合作的金馬影展[4][5]以及以索尼影業版權上線的Apple TV+、FriDay影音與myVideo皆使用此譯名，但myVideo後來改名為《金屬之聲》。